# Certificats de naixement a l'Antiga Roma
Els certificats de naixement per ciutadans romans van ser introduïts durant el regnat d'August (27 aC–14 dC). Fins al govern d'Alexandre Sever (222–235 dC), era obligatori que aquests documents estiguessin escrits en llatí, com a símbol de "romanitat" (Romanitas).
Actualment s'han conservat 21 documents que registren naixements de ciutadans romans. Un certificat de naixement model havia d'incloure la data de naixement.